# 896
| 896                |
| ------------------ |
| Dødsfald - Fødsler |
|                    |

| Gregoriansk kalender | 896 DCCCXCVI            |
| Ab urbe condita      | 1649                    |
| Armensk kalender     | 345 ԹՎ ՅԽԵ              |
| Kinesiske kalender   | 3592 – 3593 乙卯 – 丙辰 |
| Etiopisk kalender    | 888 – 889               |
| Jødisk kalender      | 4656 – 4657             |
| Hindukalendere       |                         |
| - Vikram Samvat      | 951 – 952               |
| - Shaka Samvat       | 818 – 819               |
| - Kali Yuga          | 3997 – 3998             |
| Iransk kalender      | 274 – 275               |
| Islamisk kalender    | 283 – 284               |

Se også 896 (tal)